# Reprezentacja Macedonii Północnej w piłce siatkowej kobiet
Reprezentacja Macedonii Północnej w piłce siatkowej kobiet – narodowa reprezentacja tego kraju, reprezentująca go na arenie międzynarodowej.

## Mistrzostwa Europy
Drużyna jeszcze nigdy nie wystąpiła na Mistrzostwach Europy.